# Umschlagen (Drucktechnik)
Umschlagen ist in der Drucktechnik eine Art des Ausschießens. Nachdem die Hälfte der Auflage gedruckt worden ist, wird das bedruckte Papier um die Längsachse gewendet, wieder in die Maschine eingelegt und von der anderen Seite bedruckt. Da in beiden Druckvorgängen dieselbe Druckform benutzt wird, entspricht ein Drucknutzen zwei Papiernutzen.